# NGC 4373A
NGC 4373A је лентикуларна галаксија у сазвежђу Кентаур која се налази на NGC листи објеката дубоког неба.
Деклинација објекта је - 39° 19' 11" а ректасцензија 12h 25m 37,5s. Привидна величина (магнитуда) објекта NGC 4373 износи 11,9 а фотографска магнитуда 12,9. NGC 4373A је још познат и под ознакама ESO 322-8, MCG -6-27-26, DCL 41, IRAS 12229-3902, PGC 40549.